# Буруянов, Никита Романович
Никита Романович Буруянов (род. 2 октября 2002, Старый Оскол, Белгородская область) — российский хоккеист, нападающий московского «Спартака».

## Биография
Начал заниматься хоккеем в шесть лет в Старом Осколе, первый тренер Александр Василечкин. С девяти лет каждую ночь с пятницы на субботу с родителями и дядей ездил в Москву, выступал на турнирах за школу «Русь». В 12 лет с семьёй переехал в Санкт-Петербург, стал заниматься в школе «Бульдоги». С сезона 2019/20 стал играть в МХЛ за команду МХК «Динамо» СПб. В следующем сезоне также провёл 7 матчей за «Динамо-Юниор» в НМХЛ, играл в плей-офф ВХЛ за «Динамо» СПб.
13 июля 2022 год подписал просмотровый контракт с московским «Динамо», 30 августа заключил двустороннее однолетнее соглашение. 7 сентября в первом же матче в КХЛ против «Сочи» в гостях (4:2) забросил шайбу. 13 июня 2023 года подписал с московским «Динамо» двусторонний двухлетний контракт. 27 декабря 2023 года был арендован «Нефтехимиком» до конца сезона 2023/24.
25 июля 2025 года был обменян на Дмитрия Куликова в московский «Спартак».

## Достижения
- Второй призёр чемпионата ВХЛ: 2022
- Финалист Кубка Петрова: 2022
- Победитель Мирового Кубка Вызова U17: 2018
- Победитель мемориала Глинки/Гретцки U18: 2019